# Erich Kästner
Erich Kästner (Dresden, 23 de febrer de 1899 - 1974) fou un poeta i novel·lista alemany, guanyador del premi Hans Christian Andersen. i nominat quatre vegades pel Premi Nobel de Literatura.
Després de servir com soldat durant la Primera Guerra Mundial, va cursar els estudis de batxillerat a l'institut König Georg i més tard estudià llengua alemanya, filosofia, història i història del teatre a les universitats de Leipzig, Rostock i Berlín. Es doctorà en història, però es va dedicar al periodisme i a escriure novel·les juvenils.
Amb la seva novel·la Emili i els detectius, Erich Kästner va aconseguir un gran èxit, i es va adaptadar al cinema (Emil und die Detektive)
Durant l'any de la presa de poder del nacionalsocialisme, 1933, es van prohibir i cremar públicament alguns dels seus llibres on havia analitzat les idees morals burgeses, el feixisme i el militarisme. Va ser arrestat i, quan va sortir de la presó, va emigrar a Suïssa.
Després de la guerra va treballar com a redactor. Publicà revistes, poemes i obres de teatre. El 1949 van aparèixer els llibres infantils Les dues Carlotes i La conferència dels animals.